# Campo Número Ciento Seis
Campo Número Ciento Seis är en ort i Mexiko.   Den ligger i kommunen Cuauhtémoc och delstaten Chihuahua, i den nordvästra delen av landet, 1 300 km nordväst om huvudstaden Mexico City. Campo Número Ciento Seis ligger 2 007 meter över havet och antalet invånare är 232.
Terrängen runt Campo Número Ciento Seis är en högslätt. Runt Campo Número Ciento Seis är det ganska glesbefolkat, med 43 invånare per kvadratkilometer. Närmaste större samhälle är Granjas el Venado, 15,2 km öster om Campo Número Ciento Seis. Trakten runt Campo Número Ciento Seis består till största delen av jordbruksmark.